# Ясный (Архангельская область)
Ясный — посёлок в Пинежском районе Архангельской области. Административный центр Шилегского сельского поселения, куда также входят деревни и посёлки: Березник, Земцово, Русковера, Таёжный, Шилега.

## География
Ясный расположен на левом береге реки Пинега, притоке Северной Двины. Находится на расстоянии 198 км от Архангельска, в 20 км от районного центра Карпогоры. Улицы посёлка Ясный: Дачная, Железнодорожная, Заречная, Лесная, Мира, Молодёжная, Набережная, Новая, Новоселов, Октября, Парковая, Победы, Речной пер., Северная, Таёжная, Энергетиков, Юности.

## Экономика
Есть сообщение по железной дороге. В посёлке — действует сотовая связь операторов: «Yota», «МегаФон», «МТС», «Теле2», «Билайн».
Автомобильная дорога Архангельск — Ясный действует круглый год, но весной и после продолжительных дождей пригодна только для движения автомобилей повышенной проходимости. На дороге два пересечения с рекой Пинега. На одном из них (у посёлка Ясный) действует паромная переправа и понтонный мост, на другом (у посёлка Белогорский) — понтонный мост.
Железнодорожная станция Карпогоры-Товарные расположена на расстоянии 4 километра от посёлка.
В посёлке действует Усть-Покшеньгский леспромхоз, который является градообразующим предприятием.

## Население
| 2002 | 2010  | 2012  |
| ---- | ----- | ----- |
| 1559 | ↘1299 | ↗1574 |

Численность населения посёлка, по данным Всероссийской переписи населения 2010 года, составляло 1299 человек В 2009 году числилось 1580 человек. В 2002 году было 1600 человек.